# يي لي
يي لي (بالصينية: 叶莉) (20 نوفمبر 1981 بشانغهاي في الصين - ) هي لاعبة كرة سلة صينية في مركز الوسط، شاركت في الألعاب الأولمبية الصيفية 2004 و2005 FIBA Asia Championship for Women ‏.

## وصلات خارجية
- يي لي على موقع الاتحاد الدولي لكرة السلة (الإنجليزية)
- يي لي على موقع كرة السلة الأوروبية.كوم (الإنجليزية)
- يي لي على موقع سبورتس رفرنس (الإنجليزية)
- يي لي على موقع أوليمبيديا (الإنجليزية)
- يي لي على موقع اللجنة الأولمبية الصينية (الإنجليزية)